# 李东阳
李东阳（1447年7月21日—1516年），字宾之，号西涯，湖广茶陵縣（今湖南茶陵）人，金吾左衛（今屬北京市）軍籍，明朝中葉重臣，文学家，书法家，茶陵诗派的核心人物。在北京長大，自幼即以才華之名。天順甲申進士，正德初累官至禮部尚書、文淵閣大學士，為內閣首輔，文壇領袖。卒諡文正。

## 生平

### 早年
李东阳的曾祖父李文祥，在家乡茶陵起兵追随明太祖，后驻北京。李东阳祖父李允兴，追随明成祖征战。李东阳父亲李淳，为金吾卫军之餘，工于书法，家境贫寒，靠出卖苦力、摆渡船工为生。后来李淳儿子东阳的“神童”名声鹊起后，李淳在北京成為私塾教師，課徒為生。
李东阳在浓郁的家乡和家庭文化氛围熏陶下，幼年就显现出非凡的才华。李东阳四岁时随父亲在京师时就会写直径一尺的大字，被视为神童。顺天府官员将李东阳推荐给景帝，李东阳当著景帝写下“龙、凤、龟、麟”等大字，景帝非常高兴，将其放在膝上，并赐珍奇水果和金银元宝。之后，在六歲、八歲时又两次入宫面圣，准其进入顺天府学读书。

### 求学
李东阳刻苦师法顏魯公，得其精髓而又自成一家，时人称赞李东阳“长沙公大草，中古绝技也！玲珑飞动，不可按抑，而纯雅之色，如精金美玉，毫无怒张蹈厉之癌，盖天资清澈，全不带渣滓以出。”李东阳16岁考中举人，英宗天順八年（1464年），聯捷进士，时年十八岁。

### 仕途
李东阳考中进士之后，获选为翰林院庶吉士，历任编修、侍讲、太常寺少卿、礼部右侍郎。明孝宗弘治八年（1495年），直文渊阁，进入内阁参与机要，后进太子太保、礼部尚书兼文渊阁大学士，称贤相。李东阳工古文，内阁疏草多出自其手。孝宗驾崩，李东阳与刘健、谢迁同为顾命大臣。
武宗即位，加少傅兼太子太傅、吏部尚书。因见宦官劉瑾把持朝政，武宗荒淫无度，自己多次上疏进谏又毫无效果，李东阳以年老多病为由，數次辞职未成。正德七年（1512年）获准退休，正德十一年（1516年）卒，贈太師，謚文正。

## 文學成就
李東陽入阁多年，在朝时间长，地位高，不仅自己才学渊博，又能奖励后学，推荐隽才，因此不少文学之士都围聚在他周围，形成了一个颇有影响的诗人派别。李东阳也就在明中期一度领导文坛。因而《明史》中写道：“弘治时，宰相李东阳主文柄，天下翕然宗之。”

### 參與編撰著作
李東陽先後主持或參與編撰：
- 《通鑑纂要》
- 《大明會典》
- 《孝宗實錄》

所以《明史》記載：「朝廷大著作，多出其手。」

### 詩作點滴

#### 民間生活
1472年（成化八年）李東陽回到湖南長沙時在一首送別友人的詩中寫道：
「湖南近凋瘵，
嘆息為蒼生。」
後又在《浮客戶》詩中描寫船民生活：
「江南人家船為屋，
白髮長年水中宿。
生兒不識徒步勞，
生女赤腳隨波濤。」
白髮蒼蒼的老人仍必須長年漂泊於水中，即使是小孩也要隨波逐濤，勞動者的生活是何等的艱辛。
李東陽在家鄉茶陵吟道：
「春盡田家郎未歸，
小池涼雨試絺衣。
園桑綠罷蠶初熟，
野麥青時雉始飛。」
寫出了農村婦女春末夏初正葛布縫衣，摘桑養蠶一派勞動繁忙，生機勃勃的景象。
透過這些詩，反映出李東陽關心民間疾苦的憂國憂民之心。

#### 民間風俗
李東陽的詩還對長沙、茶陵民間特有風俗習慣端午節長沙龍舟競渡的歡騰場面描寫：
「江頭彩旗耀日明，
船上撾鼓不停聲。
湖南樂聲君記取，
五月五日潭州城。」
這是端午節長沙百姓龍舟競渡的歡騰場面。
「楊柳深深桑葉新，
田家兒女樂芳春。
刲羊擊豕禳瘟鬼，
擊鼓焚香賽土神。」
這是明代茶陵農民春社的習俗，洋溢著盎然生機。

#### 寫景
李東陽善於寫景，他在《游岳麓寺》吟道：
「危峰高瞰楚江干，
路出羊腸第幾盤。
萬樹松杉雙徑合，
四山風雨一僧寒。
平沙淺草連天遠，
落日孤城隔水看。
薊北湘南俱到眼，
鷓鴣聲裡獨憑欄。」
這首詩寫出了山的高峻，道的險曲，寺的宏偉，景的幽深，並透出一股孤獨蒼涼之氣，是歷代吟詠麓山詩詞中情景交融的一首。李東陽的許多抒懷詩感情真摯，思味雋永。

#### 抒懷詩
李東陽從燕京寫了一首《寄彭民望》贈失意回鄉的好友、湖南同鄉彭民望：
「斫地哀歌兴未阑，
归来长铗尚须弹。
秋風布褐衣堪短，
夜雨紅湖夢亦寒。
木葉下時驚歲晚，
人情閱盡見交難。
長安張食淹留地，
慚愧先生苜蓿盤。」
李東陽詩中引典抒情渾然一體，對友人沉淪不遇、晚景淒涼的狀況表達了深切的同情。

#### 擬古樂府百首
另外，李東陽所寫的《擬古樂府百首》以樂府體詩作史論成一家之言，也從形式上為前後七子擬古詩的創作開了先河。茶陵詩派這種承前啟後的作用，自古受到人們的重視。

## 後世評論
李東陽有《懷麓堂集》100卷傳世，並收入《四庫全書》，是當時影響較大的書籍之一。杨一清在《怀麓堂稿序》中評論李東陽：「高才絕識，獨步一時也，而充之以學問，故其詩文深厚渾雄，不少屈奇可駭之辭，而法度森嚴，思味雋永，盡脫凡近而古意獨存。每晚豪伸紙，無趣溢發，操縱開闊，隨意所如而不逾典則。」